# This Is Not a Love Song
This Is Not a Love Song è un singolo del gruppo post-punk Public Image Ltd. pubblicato nel 1983 da Virgin Records.

## Il disco
Nel 1983, i PiL perdono un membro importantissimo nell'economia del gruppo, Keith Levene. Durante questo travagliato periodo, il gruppo pubblica il singolo This Is Not A Love Song (lett. "Questa non è una canzone d'amore"). Il testo del brano irride le critiche dei fan e della stampa musicale mosse alla band accusata di star progressivamente "ammorbidendosi" per orientarsi verso sonorità maggiormente commerciali. Il titolo della canzone è ispirata a una strofa della canzone Her Story (1979) dei compagni di etichetta Virgin Flying Lizards, circa i gruppi che si "svendevano" per raggiungere il successo commerciale («But you can still make money, by singing sweet songs of love... this is a love song»).
Ironicamente, la canzone fruttò ai PiL il loro maggior successo commerciale, raggiungendo la posizione numero 5 in Gran Bretagna, la numero 3 in Irlanda, e la numero 12 in Olanda. Originariamente incisa con il titolo Love Song e inclusa nell'album compilation Commercial Zone, pubblicato da Keith Levene alla sua uscita dai PiL, una versione ri-registrata di This Is Not a Love Song, con una parte vocale maggiormente abrasiva e una sezione fiati, venne successivamente inclusa sull'album This Is What You Want... This Is What You Get del 1984.
Così John Lydon descrisse la canzone:
(John Lydon)

## Tracce
Lato A
1. This Is Not a Love Song – 3:30 (Lydon, Levene, Atkins)

Lato B
1. Public Image – 2:58 (Walker, Lydon, Wardle, Levene)

## Classifiche
- n. 5 Regno Unito
- n. 12 Paesi Bassi
- n. 3 Irlanda

## Formazione
- John Lydon: voce
- Keith Levene: chitarra, tastiere
- Jah Wobble: basso
- Pete Jones: basso
- Jim Walker: batteria
- Martin Atkins: batteria
- Bob Miller: produttore

## Cover
- Nel 2004, la band francese Nouvelle Vague incise una versione easy listening di This Is Not A Love Song sul loro omonimo album di debutto.
- Il produttore di musica dance David Guetta, ha reinterpretato la canzone insieme al cantante JD Davis nel suo album del 2007 Pop Life.